# Iso-Kaukanen
Iso-Kaukanen är en ö i Finland. Den ligger i sjön Päijänne och i kommunen Jämsä i den ekonomiska regionen  Jämsä  och landskapet Mellersta Finland, i den södra delen av landet, 190 km norr om huvudstaden Helsingfors. Öns area är 3,2 hektar och dess största längd är 330 meter i nord-sydlig riktning.